# Eiji Wentz
Eiji Wentz (ウエンツ瑛士 Wentz Eiji?) nació el 8 de octubre de 1985 en Tokio, Japón. Es un cantante de J-Pop y actualmente es miembro del grupo WaT (que significa Wentz And Teppei), conformado por él y su compañero que le conoció a los 17, Teppei Koike.

## Carrera temprana
Nació en Mitaka, Tokio siendo hijo de padre germano-estadounidense y madre japonesa, Wentz entró en la industria a una edad temprana. Inició en el modelaje a los cuatro años, y debutó como actor en la producción teatral musical de la La bella y la bestia, en el papel de Chip. Logró la fama como actor infantil en el programa de televisión de la cadena NHK, Tensai Terebi-kun (天才テレビくん), donde tocó el piano y el bajo a la edad de diez años. Durante sus actuaciones en vivo, tocó el bajo acústico y el teclado. A los 17 años, aprendió a tocar la guitarra. Él aparece en el video musical de la banda de rock popular Luna Sea para su sencillo de 1996 "In Silence".
Originalmente quería ser modelo de pasarelas, pero debido a su baja estatura no puedo convertirse en uno. Cuando terminó su contrato con Tensai Terebi-kun, decidió alejarse de la industria, pero luego de la recomendación de Hiromi Go, ingresó a Burning Productions y se convirtió en un tarento.
Debutó como actor a los 18 años, cuando jugó un papel menor en la serie de televisión de NHK, Toshiie To Matsu.
En 2007, apareció en varios de los programas de comedia de Cocorico, como Shorty Tanaka (ちっこい田中, Little Tanaka), y desde Tensai Terebi Kun, es un deshi (estudiante) del comediante de Yoshimoto, Hōsei Tsukitei.

## Carrera musical
Luego de que Tensai Terebi-kun finalizara, él decidió continuar con su carrera musical, y empezar una banda, WaT junto a Teppei Koike. Comenzaron en 2002 con actuaciones callejeras. En febrero de 2004, lanzaron un CD independiente. En agosto de 2005, firmaron con Universal Music Group y debutaron por primera vez en noviembre del mismo año.

## Popularidad
Su popularidad puede derivarse de su carácter "cómico" burlándose de sí mismo, ya que a menudo habla de sus "tonterías", corta estatura y dificultad para hablar inglés.

## Vida personal
Es seguidor del equipo de béisbol, Saitama Seibu Lions. Una vez fue invitado a la ceremonia de victoria de los Leones en 2008, y tiene una gran colección de tarjetas de béisbol. También tiene más de 800 manga.

## Filmografía

### Programas de variedades
- Hayami English Network (1994–1995)
- Tensai Terebi-kun / Tensai Terebi-kun Wide (abril de 1995 – marzo de 2000)
- Chikara no Kagiri Go Go Go!! (octubre de 2001 – febrero de 2002)
- Shūkan Tokudane Kazoku!! (octubre de 2002 – diciembre de 2002)
- F2/F2-X (octubre de 2002 – septiembre de 2004)
- Nōnai Esthe IQ Supli (mayo de 2004 – marzo de 2009, como anfitrión)
- Pretty Kids (octubre de 2004 – marzo de 2005, como anfitrión)
- Hanataka Tengu (abril de 2005 – septiembre de 2005)
- Barioku! (octubre de 2005 – marzo de 2006, como anfitrión)
- Ame nimo Makezu (abril de 2006 – septiembre de 2006, como anfitrión)
- Ainori (abril de 2006 – marzo de 2009, como anfitrión)
- Ponkikki (abril de 2006 – marzo de 2007, como anfitrión)
- D no Gekijō (septiembre de 2006 – septiembre de 2007)
- Dokusen! Kinyōbi no Kokuhaku (octubre de  2007 – marzo de 2008)
- Kentei Japon (abril de 2008 – septiembre de 2008)
- Atarashii Nami 16 (octubre de 2008 – marzo de 2009, como anfitrión)
- Jinsei motto mankitsu　hour　Tokimeke! Week wonder (octubre de 2008 – febrero　2009)
- Sakiyomi (julio de 2008 – presente)
- Super Surprise (abril de 2009 – presente, como anfitrión)
- Minna no Enquete Show Honne no Dendou!! Shinsuke niha wakarumai (mayo de 2009 – presente)

### Televisión
- Kyūmei Senshi Nano Seibaa (1995), drama en colaboración con el show de TV de la cadena NHK, Tensai Terebi-kun
- Toshiie and Matsu (2002) como Mori Ranmaru
- Tentei Kazoku (2002) como Tomoda Yūki
- Gokusen, estrella invitada (ep. 6) (2002) como Yūki Masato
- Raion Sensei (2003) como Furuta Takumi
- Fujiko Hemingu no Kiseki (2003) como Ōtsuki Urufu
- Aa, Tantei Jimusho, estrella invitada (ep. 3) (2004) como Inaba Yusuke
- Tadashii Renai no Susume (2005) como Takeda Hiroaki
- Rondo, estrella invitada (ep. 1-2) (2006) como Toda Masato
- Kirakira Kenshūi (2007) como Tachioka Ken
- Nodame Cantabile in Europe Lesson 1 & 2 (2008) como Franck
- Wagaya no Rekishi (2010) como Maruyama Akihiro

### Cine
- Kamen Rider The First (2005) Mitamura Haruhiko
- Animation movie Brave Story (2006) Ashikawa Mitsuru
- Lovely Complex (2006) Dancing Yoshiko
- Captain Tokio (2007) Furuta
- Gegege no Kitarō (2007) Kitarō
- Gegege no Kitarō: Sennen Noroi Uta (2008) Kitarō
- Nodame Cantabile: Saishū Gakushō (Part 2) (2010) Franck
- Tiger Mask (2013) Naoto Date / Tiger Mask

### Sencillos en solitario
- Awaking Emotion 8/5 / my brand new way (27 de abril de 2007)